# 魏叔玉
魏叔玉，唐代丞相魏徵之長子，襲鄭國公，官至光祿少卿，神龍初，繼封叔玉子膺爲鄭國公。貞觀十七年魏徵病重時，唐太宗問他還有什麼願望時，回曰：「嫠不恤緯，而憂宗周之亡！」，唐太宗表示衡山公主將下嫁其子魏叔玉。在魏徵死後，唐太宗身旁有許多人因為忌妒魏徵而想方設法毀謗並貶低他，魏徵生前推薦給唐太宗的兩個人，杜正倫和侯君集也因此受到牽連，他們毀謗魏徵與杜侯結黨；又有人說魏徵和褚遂良等標榜自己，貶低太宗。太宗一氣之下就把先前許配衡山公主給叔玉的婚約毀掉了。
雖然取消婚約，但在魏叔玉死後，卻和其父魏徵一同陪葬在太宗的昭陵。